# Miśki (Beskid Wyspowy)
Miśki (ok. 790 m n.p.m.) – niewielkie wzniesienie w Beskidzie Wyspowym na terenie miejscowości Półrzeczki, w gminie Dobra, w powiecie limanowskim, w województwie małopolskim.
Góra Miśki odchodzi w północno-zachodnim kierunku od grzbietu Krzystonowa (1012 m), z którym się łączy. Północne i północno-wschodnie stoki opadają do doliny potoku Dziadówka, zaś południowo-zachodnie do doliny potoku Tromiska (prowadzi tędy zielony szlak turystyczny na Krzystonów i polanę Wały). Wzniesienie od strony Krzystonowa jest porośnięte lasem, znajdują się tu tylko dwa przysiółki na polanach na jego grzbiecie (Palenica, Polana). Od strony dolin pola uprawne i łąki sięgają niemal pod sam wierzchołek. Na Miśki nie prowadzi żaden szlak turystyczny. Z wysoko położonych pól roztaczają się rozległe widoki na okoliczne góry.